# کازوکی هاتوری
کازوکی هاتوری (ژاپنی: 服部 一輝؛ زادهٔ ۲۶ مارس ۱۹۹۵) یک بازیکن فوتبال اهل ژاپن است.
از باشگاه‌هایی که در آن بازی کرده‌است می‌توان به باشگاه فوتبال کاتالر تویاما و باشگاه فوتبال کاماتامار سان‌اوکی اشاره کرد.